# Цибулка, Иван
Иван Цибулка (чеш. Ivan Václav Cibulka, 5 декабря 1880, Прага — 5 сентября 1943, София) — чешский виолончелист, композитор и музыкальный педагог. Провёл большую часть своей жизни в Болгарии. Жена Ивана Цибулки — педагог по вокалу, профессор Мара Маринова-Цибулка, сын — композитор Кирилл Цибулка.

## Биография
Иван Цибулка родился в 1880 году в Праге. В 10 лет начал брать уроки виолончели. Он был одним из первых профессиональных чешских виолончелистов.
В возрасте 20 лет переехал в Болгарию, в 1900 году, где начал свою музыкальную карьеру в оркестре гвардии, а затем получил место первого виолончелиста в оркестре Национальной оперы города София. Репертуар музыканта был разнообразен, состоял из сочинений для виолончели Антонина Дворжака, Йозефа Гайдна, Камиля Сен-Санса и других композиторов. В 1901 году он основал один из первых струнных квартетов в Болгарии, в который входили Иосиф Шварцера, Фр. Ханель и Клингер. Этот квартет просуществовал два года, но успел зарекомендовать себя, как один из основных источников культурных событий в Болгарии.
В 1908 году Иван Цибулка стал одним из основателей общества «Болгарска оперна дружба» (ныне Национальный театр оперы и балета), а в 1924 году — и Болгарской Национальной филармонии (ныне Софийский филармонический оркестр), а позже и его председатель. 18 октября 1908 года состоялся первый спектакль общества «Болгарска оперна дружба»: были исполнены отрывки из опер Фауст Шарля Гуно и Трубадур Джузеппе Верди, дирижировал Генрих Визнер. Помимо всего прочего Иван Цибулка вёл активную педагогическую деятельность, давал мастер-классы. В 1907—1934 годах работал музыкальным педагогом, как в частных музыкальных училищах в Софии, так и в государственных. Также преподавал уроки музыки в Государственной Академии музыки, где в 1925 году стал профессором, а в 1933—1934 учебных годах исполнял обязанности директора. Среди его учеников — ряд профессиональных музыкантов, в том числе Веселин Вапорджиев, Кирилл Вапорджиев, Ангел Борисов, Константин Кугийский и многие другие.
В 1921 году Иван Цибулка окончил Лейпцигскую высшую школу музыки и театра имени Феликса Мендельсона, Германия. В том же году он женился на певице и вокальном педагоге Маре Мариновой, после 15-летнего ожидания от Ватикана разрешения на вступление в брак в Православной церкви. В 1927 году родился их сын, Кирилл Цибулка — в последующем известный болгарский композитор, автор музыки многих художественных фильмов.
Иван Цибулка — автор произведений для камерного оркестра, сольных пьес для виолончели, маршей для симфонического оркестра. За свой творческий вклад в развитие искусства Болгарии Иван Цибулка получил многочисленные награды. Умер 5 сентября 1943 года в Софии.